# Eufònia verdosa
L'eufònia verdosa (Euphonia mesochrysa) és un ocell de la família dels fringíl·lids (Fringillidae).

## Hàbitat i distribució
Habita la selva pluvial als turons i muntanyes del sud i sud-est de Colòmbia, est de l'Equador, est del Perú i centre de Bolívia.